# Tekačevo
Tekačevo este o localitate din comuna Rogaška Slatina, Slovenia, cu o populație de 243 de locuitori.